# Microcleptes variolosus
Microcleptes variolosus là một loài bọ cánh cứng trong họ Cerambycidae.